# Yannick Mallégol

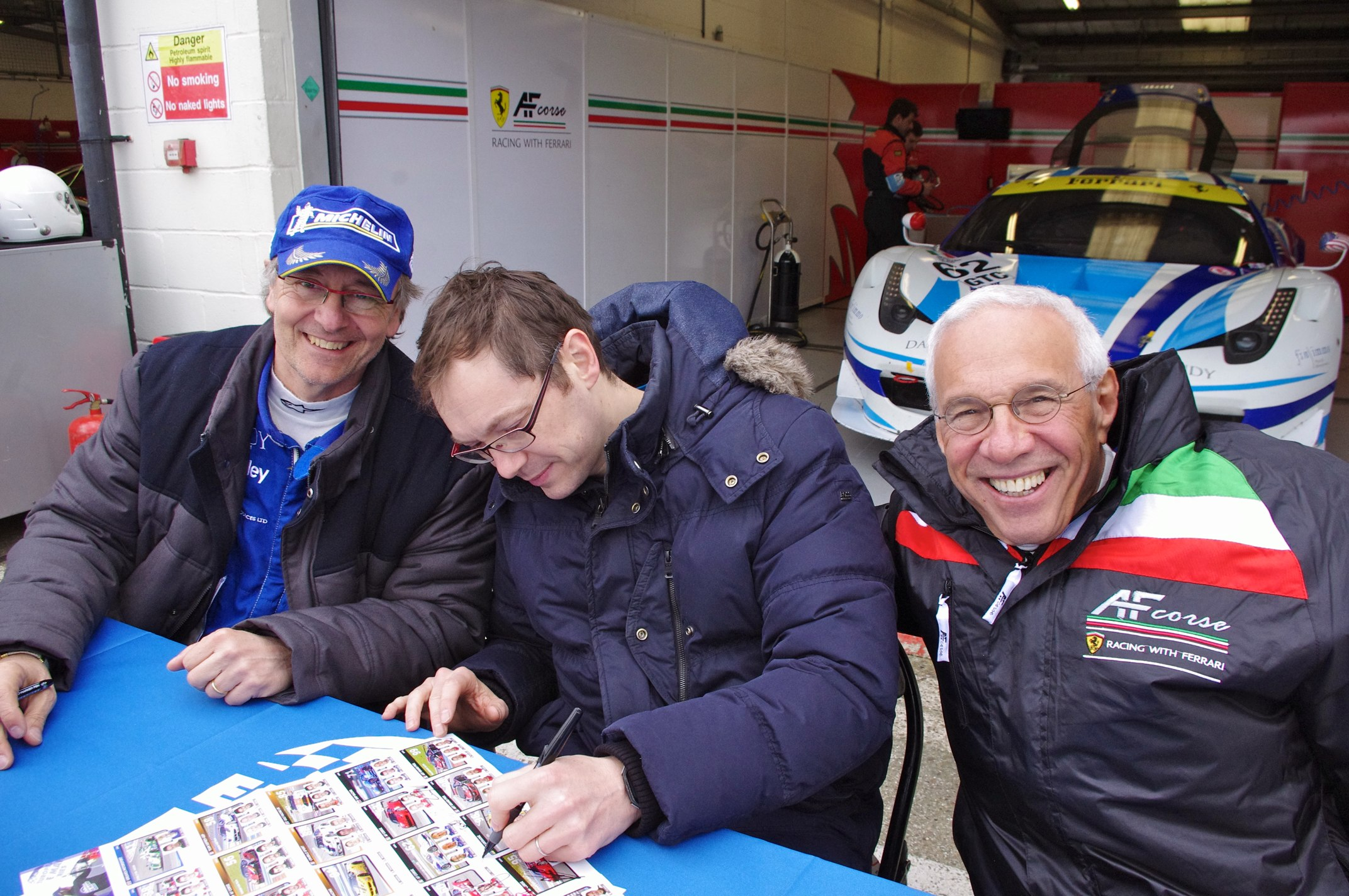
Mallégol (Mitte) beim Rennen der European Le Mans Series in Silverstone 2014

Yannick Alain Mallégol (* 17. Oktober 1968 in Melun) ist ein ehemaliger französischer Automobilrennfahrer.

## Karriere
Mallégol begann seine Motorsportkarriere im Jahr 2007 mit einem Ferrari F430 GT3 in verschiedenen GT-Rennserien. 2009 gewann er sein erstes Rennen in der International GT Open und konnte auch im Folgejahr Rennen in der Serie bestreiten. 2011 trat er ebenfalls in der Ferrai Challenge Italien an.
2013 trat er in der European Le Mans Series für AF Corse mit einem Ferrari F458 Italia an und konnte auch zum ersten Mal am 24-Stunden-Rennen von Le Mans teilnehmen. Im Folgejahr bestritt er erneut das bekannte Langstreckenrennen und trat ebenfalls in der britischen GT-Meisterschaft an.
Nachdem Mallégol von 2015 bis 2017 einige GT-Rennen auf internationaler Ebene fuhr, wechselte er 2018 in den Porsche Supercup und bestritt in der Markenpokal-Rennserie einige Rennen.

## Statistik

### Le-Mans-Ergebnisse
| Jahr | Team     | Fahrzeug               | Teamkollege         | Teamkollege  | Platzierung | Ausfallgrund |
| ---- | -------- | ---------------------- | ------------------- | ------------ | ----------- | ------------ |
| 2013 | AF Corse | Ferrari 458 Italia GT2 | Jean-Marc Bachelier | Howard Blank | Ausfall     | Unfall       |
| 2014 | AF Corse | Ferrari 458 Italia GT2 | Jean-Marc Bachelier | Howard Blank | Rang 38     |              |

### Einzelergebnisse in der FIA-Langstrecken-Weltmeisterschaft
| Saison | Team     | Rennwagen              | 1   | 2   | 3   | 4   | 5   | 6   | 7   | 8   |
| ------ | -------- | ---------------------- | --- | --- | --- | --- | --- | --- | --- | --- |
| 2013   | AF Corse | Ferrari 458 Italia GT2 | SIL | SPA | LEM | SAO | AUS | FUJ | SHA | BAH |
| 2013   | AF Corse | Ferrari 458 Italia GT2 |     | 30  | DNF |     |     |     |     |     |
| 2014   | AF Corse | Ferrari 458 Italia GT2 | SIL | SPA | LEM | AUS | FUJ | SHA | BAH | SAO |
| 2014   | AF Corse | Ferrari 458 Italia GT2 | 38  |     |     |     |     |     |     |     |